# K'issúnguaĸ Kristiansen
Iggiánguaĸ Masauna David K'issúnguaĸ Kristiansen [ˌiçːiˈaŋːuɑq maˈsaːna ˈdaːvið qiˈsuŋːuɑq ˈkʁesdi̯ænsn̩] (nach neuer Rechtschreibung Iggiannguaq Masaana David Qisunnguaq Kristiansen; * 29. September 1930 in Siorapaluk) ist ein grönländischer Landesrat.

## Leben
K'issúnguaĸ Kristiansen ist der Sohn von Imîna Hastrup Aininâĸ (Imîna) (1898–1984) und seiner westgrönländischen Ehefrau Marianne Dorthe Regina Rebekka Kristiansen (1903–?), Tochter des Katecheten Enok Kristiansen (1874–1966). Er war Vorsitzender des Rats der Gemeinde Qaanaaq und damit de facto Bürgermeister. Von 1967 bis 1975 saß er für zwei Legislaturperioden im grönländischen Landesrat.